# 遵义西站
遵义西站是位于贵州省遵义市红花岗区北京路的一个已撤销的铁路车站，邮政编码563003，有川黔铁路经过。车站距离重庆站308公里，车站及其上下行区间均已电气化。遵义西站隶属成都铁路局遵义车务段，是三等站，关闭前仅有一对始发往重庆的绿皮慢车，不办理货运业务。

## 历史
遵义西站始建于1965年，原名遵义站。当时车站站房面积3018平方米，设有5个售票窗口和300余个候车座椅，站场设3条股道:211。1997年9月18日车站站房重建工程暨站场扩建工程动工，于1998年8月18日投入使用。2005年车站又对贵宾室、站台、风雨棚、人行天桥进行了全面改造，以改善当地的窗口形象并服务遵义“红色旅游”。
2007年4月18日渝怀铁路开通客运业务后，遵义站长途列车的通达度大减。遵义不少网民随后在互联网上发起了“百万市民签名活动”，吁请铁路部门开通遵义始发到北京、上海、广州等方向的长途旅客列车。经过遵义车务段争取后，遵义站分别于5月1日、5月15日、5月18日开行始发往上海南、北京西和广州的列车，成为当时全国唯一拥有全部三进列车的地级市。
2017年，车站因应渝贵铁路即将通车而更名为遵义西站，遵义站一名改用于位于遵义市颜村的新建车站（原称遵义东站）。车站在2019年11月25日川黔铁路遵义市城区段外绕线工程投入使用后撤销。2021年1月，利用原车站站场改造的遵义西农贸市场开业，而车站站前广场则被改造为停车场。

## 车站结构

### 站房

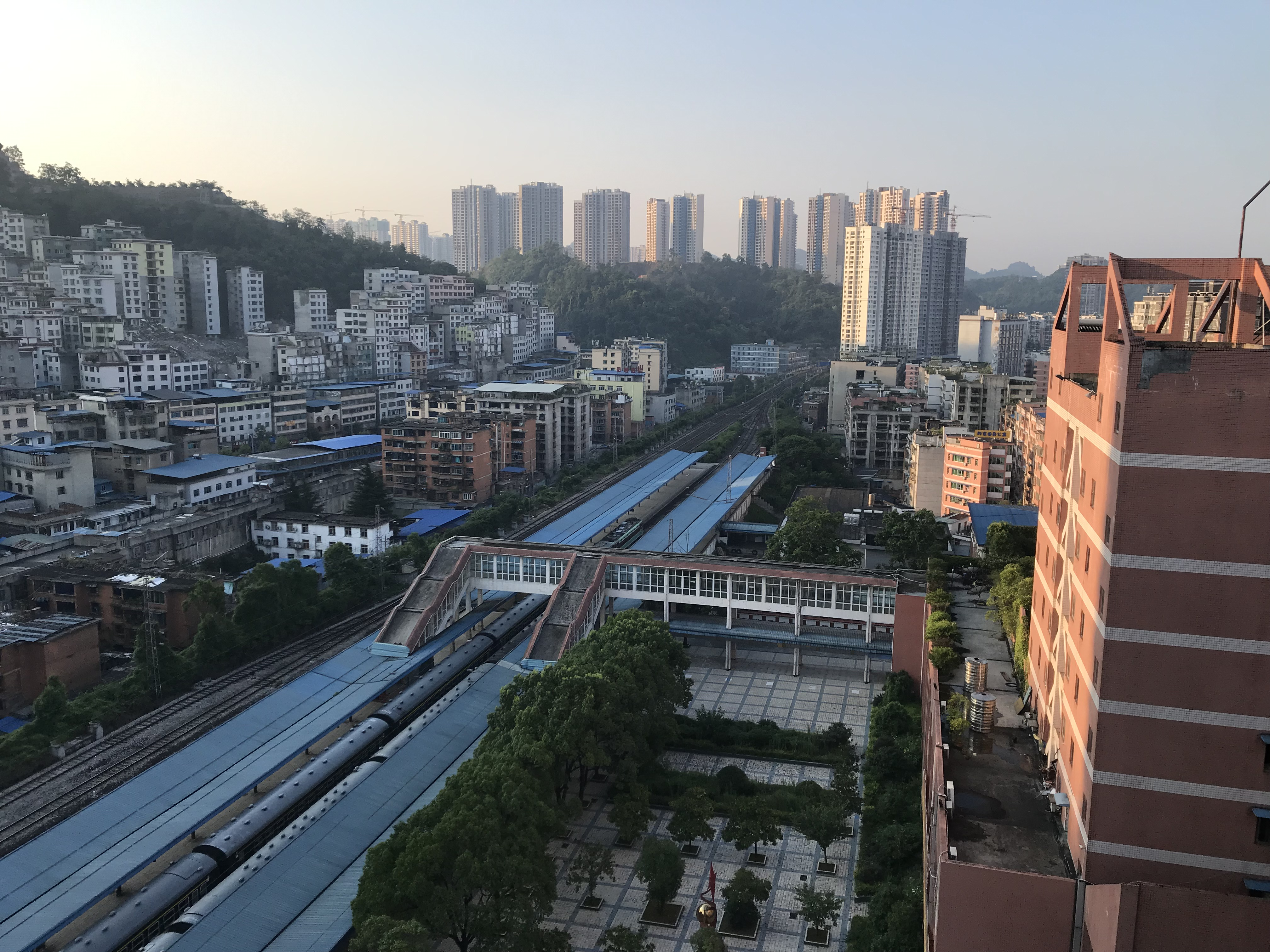
车站俯瞰

遵义西站目前使用的站房于1998年建成，面积9000平方米。站房外立面呈“品”字形，中间塔楼共有10层，两侧附楼均为4层。售票处位于站房南侧，内设有9个售票窗口、6台自动售票机和4台自动取票机。进站大厅和候车室位于站房中部，内设3个候车室。车站站前广场实施全封闭管理。
- 站前廣場
- 售票处
- 一层候车室
- 出站口

### 站场
遵义西站在1997年扩建后站内设有6条股道，其中1-5道为到发线、6道为存车线:337。站场设有2座旅客站台，宽度均为10米。
| 站房     | 售票、进站、检票    |
| 侧式站台 |                     |
| 1站台    | 川黔铁路 往重庆方向 |
| 2站台    | 川黔铁路列车        |
| 岛式站台 |                     |
| 3站台    | 川黔铁路 往重庆方向 |
| Ⅳ道      | 川黔铁路通过列车    |
| 5道      | 川黔铁路列车        |
| 6道      | 存车线              |